# Фронтиър
 Тази статия е за окръга в Съединените щати.  За модела автомобили вижте Нисан Фронтиър.  
Окръг Фронтиър (на английски: Frontier County) е окръг в щата Небраска, Съединени американски щати. Площта му е 2538 km², а населението - 3099 души (2000). Административен център е град Стоквил.